# Логан-Елм-Вілледж (Огайо)
Логан-Елм-Вілледж (англ. Logan Elm Village) — переписна місцевість (CDP) в США, в окрузі Пікавей штату Огайо. Населення — 1045 осіб (2020).

## Географія
Логан-Елм-Вілледж розташований за координатами 39°34′19″ пн. ш. 82°56′50″ зх. д. / 39.57194° пн. ш. 82.94722° зх. д. (39.571901, -82.947247).  За даними Бюро перепису населення США в 2010 році переписна місцевість мала площу 1,36 км², з яких 1,36 км² — суходіл та 0,00 км² — водойми. В 2017 році площа становила 0,94 км², з яких 0,94 км² — суходіл та 0,00 км² — водойми.

## Демографія
Згідно з переписом 2010 року, у переписній місцевості мешкало 1118 осіб у 425 домогосподарствах у складі 283 родин. Густота населення становила 822 особи/км².  Було 440 помешкань (323/км²).
Расовий склад населення:
| - 98,4 % — білих - 0,5 % — азіатів - 0,4 % — чорних або афроамериканців - 0,2 % — корінних американців |

До двох чи більше рас належало 0,2 %. Частка іспаномовних становила 0,5 % від усіх жителів.
За віковим діапазоном населення розподілялося таким чином: 22,1 % — особи молодші 18 років, 53,5 % — особи у віці 18—64 років, 24,4 % — особи у віці 65 років та старші. Медіана віку мешканця становила 45,0 року. На 100 осіб жіночої статі у переписній місцевості припадало 85,4 чоловіків;  на 100 жінок у віці від 18 років та старших — 78,9 чоловіків також старших 18 років.
Середній дохід на одне домашнє господарство  становив 55 644 долари США (медіана — 51 528), а середній дохід на одну сім'ю — 63 506 доларів (медіана — 56 938). За межею бідності перебувало 11,6 % осіб, у тому числі 6,3 % дітей у віці до 18 років та 29,4 % осіб у віці 65 років та старших.
Цивільне працевлаштоване населення становило 477 осіб. Основні галузі зайнятості: освіта, охорона здоров'я та соціальна допомога — 19,7 %, роздрібна торгівля — 14,7 %, публічна адміністрація — 13,8 %.